# عفيف النابلسي
الشيخ عفيف النابلسي مرجع وعالم دين شيعي من لبنان. ولد في بلدة البيسارية من قرى جبل عامل بالقرب من مدينة صيدا في العام 1941 و توفي في 14 تموز 2023.

## نشأته
أمضى طفولته في القرية ودرس على الطريقة التقليدية حافظاً للقرآن الكريم. كان شغوفاً بالمطالعة وقضى اوقاتاً طويلة في صغره في قراءة الكتب التي كان يستعيرها من بعض المتعلمين في القرية والجوار. 
ظهرت لديه موهبة الشعر باكراً، فنظم القصائد في العامية والفصحى. واعتلى المنابر الجنوبية في المناسبات العامة شاعراً وعريفاً وخطيباً.
مع وصول الإمام موسى الصدر إلى صور، سارع إلى التعرف عليه والتحق بمركز الدراسات الإسلامية الذي أسسه وبقي جليسه ومريده، دارساً عليه الفقه والأصول والتفسير والعقائد الإسلامية. وفي مركز الدراسات أيضاً درس على أعلام جبل عامل آنذاك الشيخ موسى عز الدين، والسيد هاشم معروف الحسني. وقد بدت عليه علائم الجد والنباهة فبز أقرانه ومجايليه. ونتيجة لحاجة الإمام الصدر إلى مساعدين اكفاء على درجة عالية من العلم والفقاهة لاعادة تراث علماء جبل عامل إلى سابق عهده، وإلى جعل هذه المنطقة مركزاً للإشعاع الفقهي والفكري والحضاري. كانت رغبة الإمام الصدر تلتقي ورغبة الشيخ عفيف لاكمال الدروس العليا في النجف حاضرة الشيعة ومنارتهم العلمية. فأرسله بوصية خاصة إلى المرجع الكبير والفيلسوف السيد محمد باقر الصدر. فاهتم به أيما اهتمام وبقي مـلازماً له في كل دروسه ومجالسه العامة والخاصة. فأخـــذ عنه الفقه والأصول والتفــسير مدة عشر سنوات متواصلة حتى أصبح أحد ابرز طلابه في دفعته ومن اقرب مساعديه واخلــصهم له. حصل من الإمام السيد محمد باقر الصدر على ثنائه ومديحه على المرتبة العلــمية المرموقة التي وصـل إليها بين يديه. وقد كان واحداً من مجموعة من الطلاب تميزت بجديتها في اكتناه وسبر اغوار المدرسة الصدرية بكل أبعادها الاصولية والفلسفية والسياسية وبقي مخلصاً لها في كل الأوقات.

## المراحل الدراسية
في النجف حيث قضى أهم مراحل عمره الدراسية. حضر أيضاً على اساتذة من أمثال: السيد محمد حسين الحكيم والمرجع السيد أبو القاسم الخوئي. 
يُنقل عن الشيخ عفيف انه عندما قدم للامام محمد باقر الصدر مشروعاً أولياً لكتابه الجزء الثاني من الرسالة العلمية «الفتاوى الواضحة» قابل الإمام محمد باقر الصدر ذلك بالإعجاب والإكبار وقال له «أنت أولى بذلك، أكتب لنفسك» وشجعه لمواصلة طريق العلم والتحصيل. 
تميزت مرحلة النجف بحضور الشيخ النابلسي في الساحات الأدبية والمجالس الفقهية وقد كانت له صولات وجولات مع الفقيه الكبير محمد جواد مغنية، مارس التدريس وكتب تقريرات محمد باقر الصدر في البحث الخارج، ودوّن العديد من المؤلفات ولكنها صودرت جمعيها في بغداد عندما كان سماحته وكيلاً للصدر. في بغداد، روّج لمرجعية محمد باقر الصدر بقوة كبيرة، منفتحاً على الأطر العلمية والثقافية وعلى طلاب الجامعات التي كانت تتزود من سماحته بأفكار ومعارف الصدر. 
ونتيجة لنشاطه وحيويته لوحق من قبل النظام البعثي واعتقل ثم نفاه وعائلته إلى خارج العراق. وصل إلى لبنان في لحظة تفجر سياسي وشعبي في إيران، فانخرط نتيجة لتوصية الصدر بدعم حركة الشعب الإيراني ومساندة الإمام الخميني فقدم خدمات جليلة على هذا الصعيد.

## العمل السياسي
عمل في الفترة الأولى لعودته إلى لبنان ضمن مؤسسة المجلس الإسلامي الشيعي الأعلى وكان الأبرز تمثيلاً بعد السيد محمد مهدي شمس الدين، ونشط في الحقل التبليغي على مساحة لبنان بأسره. 
عند اجتياح الجيش الإسرائيلي لجنوب لبنان وقف بقوة في وجه هذا الاجتياح. وجال الجنوب معتصماً وداعياً إلى مقاومة الاحتلال. وقد كان رفيقه في هذه المواجهة الشيخ راغب حرب، وعملا معاً على تأسيس هيئة علماء جبل عامل التي كانت واحدة من مهماتها الأساسية مقاومة المشروع الصهيوني في لبنان. 
انضم إلى جانب السيد عباس الموسوي ونخبة من كوادر حزب الله إلى قيادة العمل الجهادي والتبليغي في الجنوب وكان لفترة عضواً أساسياً في قيادة حزب الله في الجنوب. إلا انه فضّل بعد مدة البقاء في ميدان الحركة العلمائية والمجال التدريسي وممارسة العمل السياسي من موقع التوجيه العام.

## مؤلفاته
- فقه الأئمة عليهم السلام (6 مجلدات)
- فقه أهل البيت عليهم السلام (مجلدان)
- القضاء في الإسلام
- فقه الصوم
- فقه الصلاة
- المواريث على فقه الإمامية
- الجهاد في الإسلام
- الاجتهاد والتقليد
- أحكام الزواج الدائم والمنقطع
- أخلاق النبي محمد (ص)
- النبي محمد (ص) حاضن أهل الكتاب وحاميهم
- الإمام موسى الكاظم
- الإمام علي بن موسى الرضا
- الكلمة الزاهرة في العترة الطاهرة
- شذرات من حياة المعصومين (ع)
- بحوث في شخصية الامام الخميني
- علاقة المسيحيين بأهل بيت النبي (ص)
- صلاة الجمعة في عصر الغيبة
- مشاهدات وتجارب ـ لقطات من سيرة الإمام موسى الصدر
- ظرائف وطرائف
- المسك الفواح لتطيب القلوب والأرواح
- الأربعون حديثاً
- طريق العروج إلى الملكوت. شرح حديث عنوان البصري
- نظرات ورؤى في قضايا المرأة
- اشراقات كربلائية
- حاجة المبلغين
- زيد بن حارثة ربيب النبوة
- خفايا واسرار من سيرة الشهيد محمد باقر الصدر
- ومضات مشرقة من تاريخ علماء جبل عامل
- القواعد الفقهية
- الاصول العامة لـ (علم ا لحديث) و (علم الرجال)
- حوارات عقائدية هادئة.
- مهام ملحة (مجموعة مقالات نشرت في جريدة البناء)
- أوراق متناثرة مقالات في الدين والسياسة والاجتماع
- تحديات الوحدة وثقافة الحوار
- على طريق الحياة كلمات في السياسة والدين
- موسوعة سيرة المعصومين (14 مجلد)

### الشعر
- شعر الخلود والهاشميات
- هديل في ازاهر أمير المؤمنين
- قصائد للمقاومة والشهادة
- خمينيّات
- ملحمة الزهراء
- إخوانيات
- ملحمة الإمام الصدر
- نفحات عاملية.[2]

## وصلات خارجية
الموقع الرسمي للشيخ عفيف النابلسي نسخة محفوظة 6 أكتوبر 2016 على موقع واي باك مشين.
صفحة الشيخ النابلسي على الفايسبوك  على فيسبوك.